# Bernard André
Bernard André  of Andreas (Toulouse, 1450 – 1522) was een Engels geschiedschrijver en dichter. Hij werd augustijner monnik en was tutor van Arthur Tudor, de jong overleden zoon van Hendrik VII en was mogelijk betrokken bij de opleiding van diens opvolger Hendrik VIII.
Bernard André schreef in het Latijn en het Engels. Zijn Historia Henrici Septimi is een beschrijving van de geschiedenis ten tijde van Hendrik VII en biedt inzicht in gebeurtenissen tijdens een duistere periode. Als dichter wordt hij gewoonlijk opgenomen in de rij van Poets Laureate.